# 106-мм безоткатное орудие М40

М40 — безоткатное орудие, которое было разработано в начале 1950-х годов и принято на вооружение армии США в 1953 году. Предназначено для уничтожения огневых точек и живой силы противника, а также для борьбы с бронетехникой. В начале 1970-х годов, после принятия на вооружения противотанкового комплекса TOW было снято с вооружения.
М40 показало себя эффективным оружием. Это одно из самых распространённых в мире образцов в своём классе. М40 состоят на вооружении армий более 50 стран мира

## Конструкция
Орудие имеет нарезной ствол и поршневой затвор с 4 выходными соплами. В этой установке использовалась перфорированная гильза с маленькими отверстиями. Часть газов проходила сквозь них и выбрасывалась назад через специальные сопла, создавая таким образом реактивный момент, гасящий силу отдачи.
М40 — первое безоткатное орудие, оснащённое прицельным приспособлением для стрельбы как прямой наводкой, так и с закрытых огневых позиций. Для стрельбы прямой наводкой и с закрытых позиций на орудии установлен телескопический прицел. Поворотный и подъемный механизмы орудия снабжены ручными приводами.
Лафет M79 оборудован тремя раздвижными станинами, одна из которых снабжена колесом, а две другие — откидными рукоятками.
Кроме того, безоткатное орудие M40 нередко устанавливали на автомобили повышенной проходимости и бронетехнику: «джипы» M38A1, M151, AIL «Storm», «лендроверы» и HMMWV; бронетранспортёры M113 ACAV, а также на самоходные артиллерийские установки «Онтос» и «тип 60».
Для пристрелки сверху орудия установлен 12,7-мм пристрелочный пулемёт M8 (который использует для стрельбы специальные патроны с баллистикой, соответствующей траектории 106-мм выстрела M40).
В конце 1968 года в США был создан ночной прицел для безоткатного орудия M40.

## Задействованные структуры
Производством орудий и боеприпасов к ним занимались следующие структуры:
Орудие
- Ствол — Уотервлитский арсенал (казённое предприятие), Уотервлит, Нью-Йорк;
- Станок — Bouligny Co., Шарлотт, Северная Каролина;[2]

Боеприпасы
- Гильза — Temco, Inc.[англ.], Нэшвилл, Теннесси;[3] FMC Corp., Сан-Хосе, Калифорния;[4] Harvey Aluminum Sales, Inc., Торренс, Калифорния;[5] Kisco Co., Inc., Сент-Луис, Миссури;[6]
- Снаряд — Firestone Tire & Rubber Co., Акрон, Огайо;[7] Northrop Corp., Nortronics Div., Анахайм, Калифорния;[8][9] Whirlpool Corp., Эвансвилл, Индиана;[10]
- Хвостовик — Temco, Inc., Нэшвилл, Теннесси;[11]
- Взрыватель — Hamilton Watch Co., Ланкастер, Пенсильвания[8].

## ТТХ
- Масса снаряда: 16,9-18,25 кг
- Угол возвышения без ограничений
- Угол горизонтального наведения без ограничений

## Боеприпасы
Для стрельбы из безоткатного орудия М40 используются унитарные выстрелы, разработаны несколько вариантов боеприпасов:
- M368 — практический выстрел с инертной боевой частью, применяется для обучения стрельбе;
- M344 High-Explosive Anti-Tank (HEAT) — кумулятивный противотанковый выстрел (снят с вооружения, не производится). Масса выстрела — 16,711 кг; масса боевой части — 7,9 кг; длина выстрела — 998,5 мм; начальная скорость снаряда ~ 500 м/с; дальность эффективной стрельбы — до 1200 м.
- M344A1 High-Explosive Anti-Tank (HEAT) — кумулятивный противотанковый выстрел. Масса боевой части — 7,9 кг; начальная скорость снаряда — 503 м/с; дальность эффективной стрельбы — 1350 м.
- M346A1 High Explosive Plastic-Tracer (HEP-T) — бронебойно-фугасный выстрел, представляет собой контейнер с зарядом пластичной взрывчатки «Composition A3». Масса боевой части — 7,9 кг; начальная скорость снаряда — 498 м/с.M344A1 High-Explosive Anti-Tank (HEAT) — кумулятивный противотанковый выстрел. Масса боевой части — 7,9 кг; начальная скорость снаряда — 503 м/с; дальность эффективной стрельбы — 1350 м.

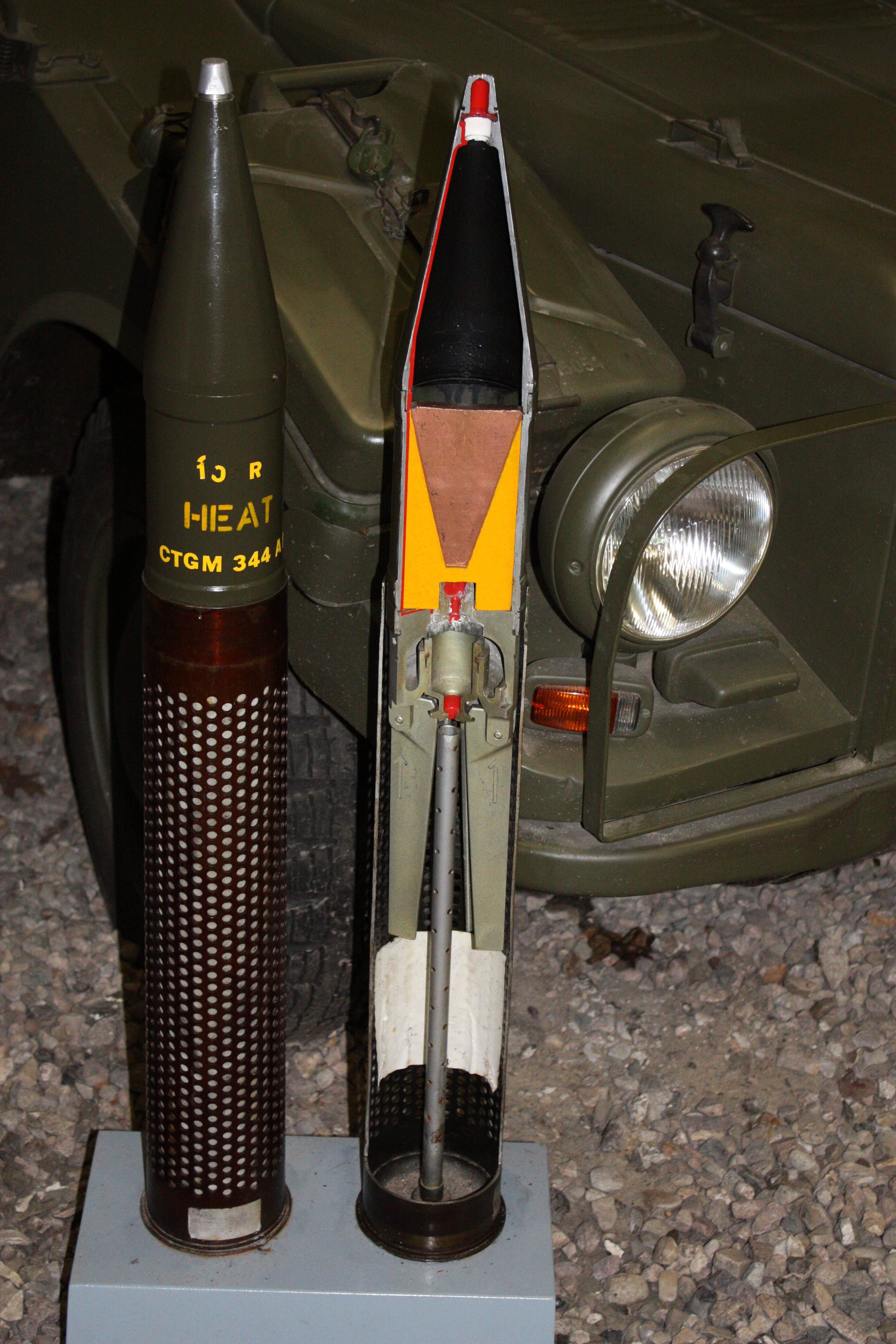
M344A1 High-Explosive Anti-Tank (HEAT) — кумулятивный противотанковый выстрел. Масса боевой части — 7,9 кг; начальная скорость снаряда — 503 м/с; дальность эффективной стрельбы — 1350 м.

- M581 Antipersonnel (Canister) — противопехотный осколочно-трассирующий выстрел, представляет собой тонкостенный контейнер, который содержит 6000 шт. поражающих элементов в виде стальных стрелок массой 13 гран.
- RAT 700 — кумулятивный противотанковый выстрел.
- M-DN11 — фугасный выстрел;
- PFF — осколочно-фугасный выстрел, предназначен для борьбы с пехотой, небронированной и легкобронированной техникой.
- 106 3A — кумулятивный противотанковый выстрел. Производится корпорацией «Bofors». Бронепробиваемость — 700 мм[12].

Боеприпасы к М40 также производились и производятся в Австрии, Франции, Швеции и некоторых других странах.

## Страны-производители
В США орудия M40 производились на оружейном заводе «Watervliet Arsenal», кроме того, орудия и боеприпасы выпускались в некоторых других странах:
- в Израиле производство орудий M40 и боеприпасов для них наладила компания IMI.
- в Иране производство M40A2 (под наименованием ANTI-TANK GUN 106)[13] было освоено «Defense Industries Organization».
- В Испании выпуск орудий и боеприпасов к ним был освоен на артиллерийском заводе производственного объединения "Санта Барбара" в городе Севилья[14]
- в Пакистане орудия M40A1 производятся на предприятии "Wah-2"; кроме того, выпускаются боеприпасы к орудию[15]
- в Японии производство было налажено «Japan steel works»

## Страны-эксплуатанты
- Бангладеш — 238 единиц М40A1 по состоянию на 2016 год[16]
- Бахрейн — 25 единиц М40A1 по состоянию на 2016 год[17]
- Бразилия — 194 единицы М40A1 по состоянию на 2016 год[18]
- Боливия — неизвестное количество М40A1 по состоянию на 2016 год[19]
- Венесуэла — 175 единиц М40A1 по состоянию на 2016 год[20]
- Габон — неизвестное количество М40A1 по состоянию на 2016 год[21]
- Гватемала — 56 единиц М40A1 по состоянию на 2016 год[22]
- Гондурас — 56 единиц М40A1 по состоянию на 2016 год[22]
- Греция — 581 единица М40A1 по состоянию на 2016 год[23]
- Демократическая Республика Конго — неизвестное количество М40A1 по состоянию на 2016 год[24]
- Джибути — 16 единиц М40A1 по состоянию на 2016 год[25]
- Доминиканская Республика — 20 единиц М40A1 по состоянию на 2016 год[26]
- Израиль — М40 составляло основу противотанкового вооружения пехотных бригад ЦАХАЛа в 1956—1973 годах.
- Индия — более 3000 единиц М40A1 по состоянию на 2016 год[27]
- Иран — не менее 200 единиц М40 по состоянию на 2016 год[28]
- Индонезия — неизвестное количество М40A1 по состоянию на 2016 год[29]
- Камерун — 40 единиц М40A2 по состоянию на 2016 год[30]
- Кот-д’Ивуар — не менее 12 единиц М40A1 по состоянию на 2016 год[31]
- Кипр — 144 единицы М40A1 по состоянию на 2024 год[32]
- Колумбия — 73 единицы М40A1 по состоянию на 2016 год[33]
- Республика Корея — некоторое количество М40A2 по состоянию на 2016 год[34]
- Лаос — некоторое количество М40 по состоянию на 2016 год[35]
- Лесото — 6 единиц М40 по состоянию на 2016 год[36]
- Ливан — 113 единиц М40A1 по состоянию на 2016 год[37]
- Ливия — некоторое количество М40A1 по состоянию на 2016 год[38]
- Мавритания — не менее 90 единиц М40A1 по состоянию на 2016 год[39]
- Мадагаскар — неизвестное количество М40A1 по состоянию на 2016 год[40]
- Малайзия — 24 единицы М40 по состоянию на 2016 год[41]
- Марокко — 350 единиц М40A1 по состоянию на 2016 год[42]
- Мексика — неизвестное количество М40A1 по состоянию на 2016 год, часть М40А1 установлены на технику[43]
- Мьянма — неизвестное количество М40A1 по состоянию на 2016 год[44]
- Нигер — 8 единиц М40 по состоянию на 2016 год[45]
- Нигерия — неизвестное количество М40A1 по состоянию на 2016 год[46]
- Пакистан — неизвестное количество М40A1 по состоянию на 2016 год[47]
- ОАЭ — 12 единиц М40 по состоянию на 2016 год[48]
- Перу — неизвестное количество М40A1 по состоянию на 2016 год[49]
- Португалия — 45 единиц М40A1 по состоянию на 2016 год[50]
- Сальвадор — 20 единиц М40A1 (из них 16 установлены на технику) по состоянию на 2016 год[51]
- Саудовская Аравия — неизвестное количество М40A1 по состоянию на 2016 год[52]
- Сингапур — 90 единиц М40A1 по состоянию на 2016 год[53]
- Судан — 40 единиц М40A1 по состоянию на 2016 год[54]
- Китайская Республика — 500 единиц М40A1 по состоянию на 2016 год[55]
- Таиланд — 150 единиц М40 по состоянию на 2016 год[56]
- Турция — 2329 единиц М40A1 по состоянию на 2016 год[57]
- Федеративная республика Германия[58]
- Уругвай — 69 единиц М40A1 по состоянию на 2016 год[59]
- Филиппины — неизвестное количество М40A1 по состоянию на 2016 год[60]
- ЦАР — 14 по состоянию на 2021 год[61]
- Чад — неизвестное количество М40A1 по состоянию на 2016 год[62]
- Чили — 213 единиц М40A1 по состоянию на 2016 год[63]
- Шри-Ланка — не менее 30 единиц М40 по состоянию на 2016 год[64]
- Эквадор — 24 единицы М40A1 по состоянию на 2016 год[65]
- Эстония — 30 единиц М40A1 по состоянию на 2016 год[66]
- Южно-Африканская Республика — неизвестное количество М40A1 по состоянию на 2016 год, часть М40А1 установлены на технику[67]

M40 использовалось террористами в Ливии и в Сирии.